# Family Circle Cup 1985
Family Circle Cup 1985 — жіночий тенісний турнір, що проходив на відкритих кортах з ґрунтовим покриттям Sea Pines Plantation у Гілтон-Гед-Айленді (США). Належав до турнірів 4-ї категорії в рамках Туру WTA 1985. Відбувсь утринадцяте й тривав з 8 до 14 квітня 1985 року. Перша сіяна Кріс Еверт-Ллойд здобула титул в одиночному розряді, свій третій підряд і восьмий загалом на цьому турнірі.

## Фінальна частина

### Одиночний розряд
Кріс Еверт-Ллойд —  Габріела Сабатіні 6–2, 4–6, 6–3
- Для Еверт-Ллойд це був 3-й титул в одиночному розряді за сезон і 135-й — за кар'єру.

### Парний розряд
Розалін Феербенк /  Пем Шрайвер —  Пархоменко Світлана Германівна /  Лариса Савченко 6–4, 6–1
- Для Феербенк це був перший титул в парному розряді за сезон і 10-й — за кар'єру. Для Шрайвер це був 3-й титул у парному розряді за сезон і 59-й — за кар'єру.